# ホームズ彗星

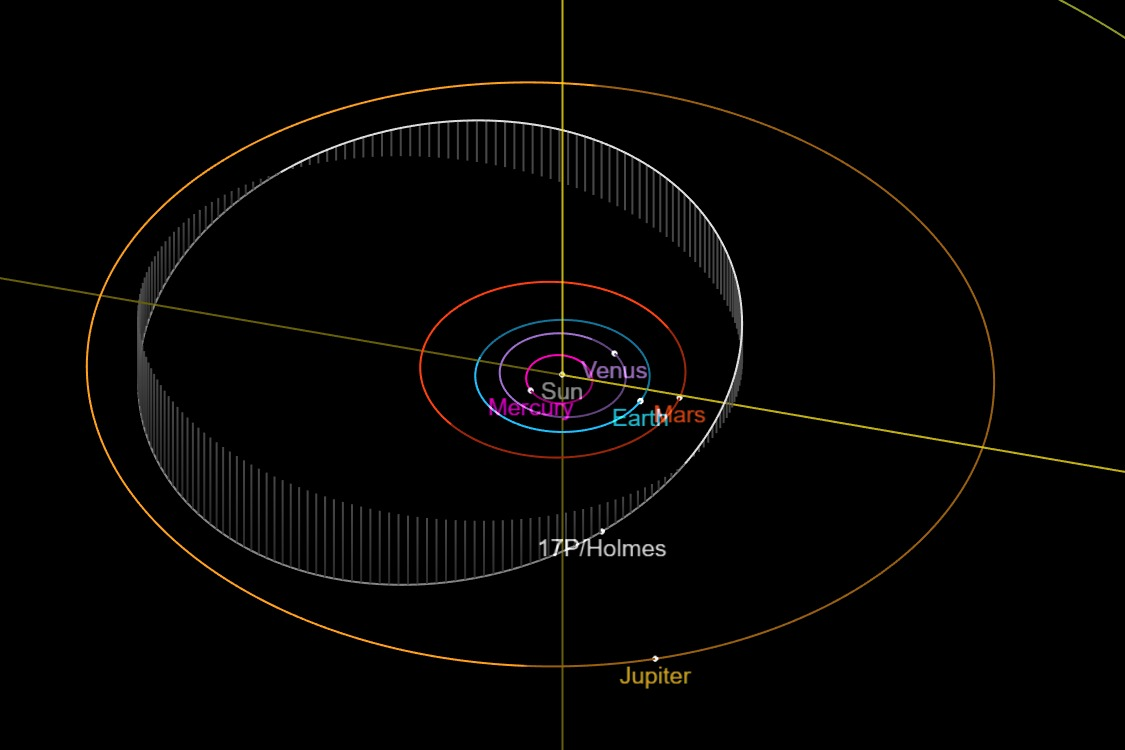
2007年10月25日の軌道上の位置

ホームズ彗星（英語: 17P/Holmes）は、太陽系の短周期彗星の一つ。1892年11月6日にエドウィン・ホームズが発見した。通常は薄暗い天体であるが、2007年10月には突発的な増光（アウトバースト）が起こった。およそ40万倍もの増光は観測記録上前例がなく、肉眼でも観測可能となった。また、ホームズ彗星のコマが拡大した際には、彗星全体の視直径（見かけの大きさ）が一時的に太陽よりも大きくなった。彗星核の直径は3.4 km程度であると計算されている。

## 発見

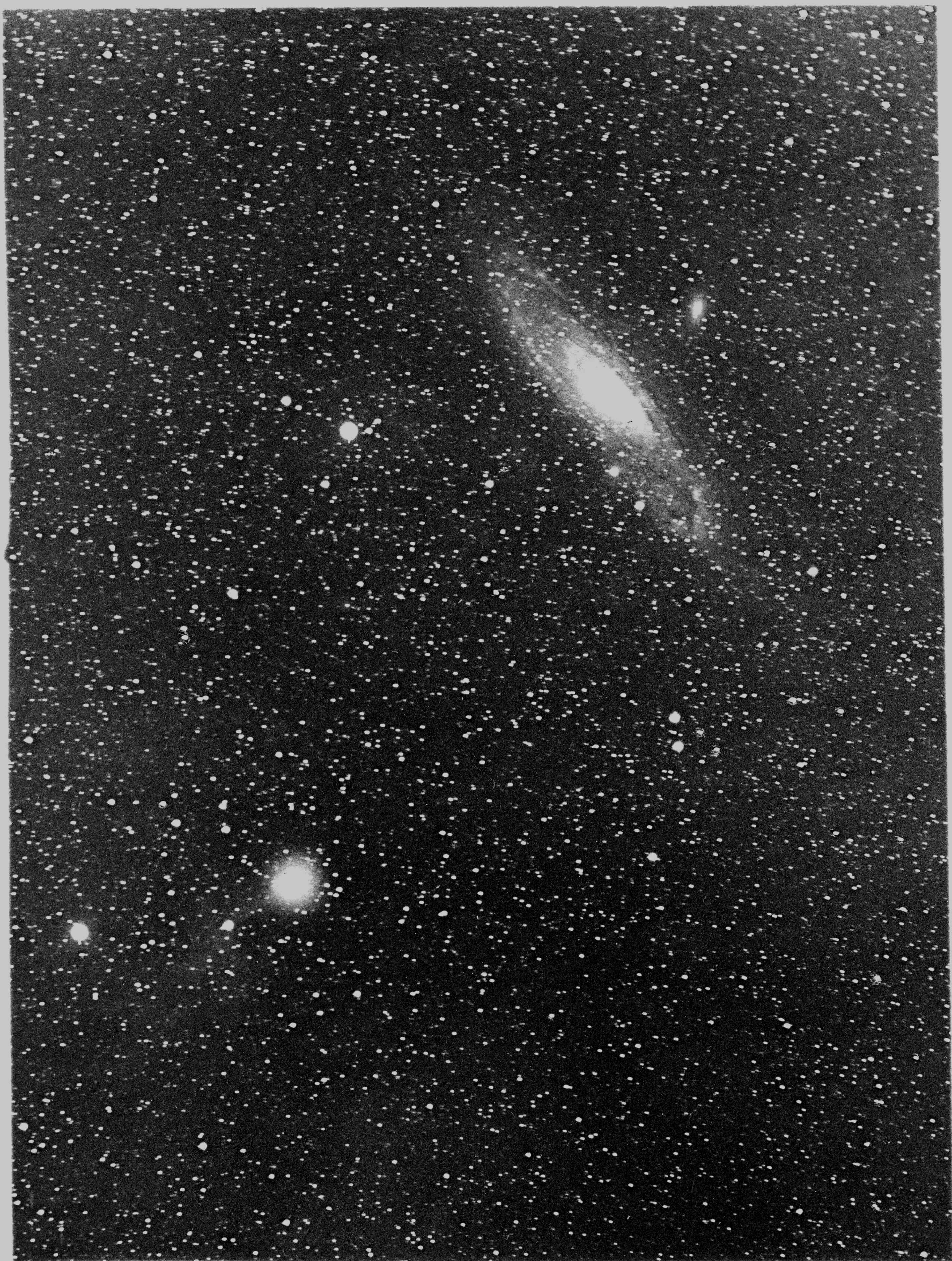
1892年11月10日にエドワード・エマーソン・バーナードによって描かれたアンドロメダ銀河付近のホームズ彗星。

この彗星は1892年11月6日、アンドロメダ銀河を定期的に観測していたホームズによって発見された。ホームズ彗星は2007年にアウトバーストを起こしたことでよく知られるが、1892年の発見時にもアウトバーストを起こしていた。
グリニッジ天文台のエドワード・モーンダー、イングランドのWilliam Maw（英語版）、B. Kiddらがホームズの発見を確認した。同年11月8日にはエディンバラのThomas David Anderson（英語版）によって、11月9日にはオーストラリアクイーンズランド州マッカイのJohn Ewen Davidson（英語版）によってそれぞれ独自に発見された。
ホームズ彗星の楕円軌道は、ハインリヒ・クロイツとジョージ・サールによってそれぞれ独自に計算されたのが初めてである。また、ルイス・ボス、レオポルド・シュルホフ、ヴィンチェンツォ・チェルッリ、ジョン・ハインドらにより軌道が明らかになっていき、近日点は6月13日に通過し、公転周期は6.9年であることが示された。これらの計算によって、この彗星はビエラ彗星(消滅したと考えられる天体)の回帰ではないことが明らかになった。
1899年と1906年にもこの彗星は観測されたが、その後は行方不明になっていた。ブライアン・マースデンによるコンピューターを用いた予測に基づき、1964年7月16日にアメリカアリゾナ州フラッグスタッフのアメリカ海軍天文台でエリザベス・レーマーが1964年7月16日に再発見し、それ以降はすべての回帰で観測されている。

## 2007年の増光

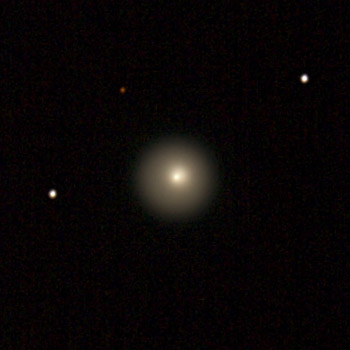
2007年10月25日に撮影されたアウトバースト直後のホームズ彗星。

2007年10月24日、ホームズ彗星で突発的な増光(アウトバースト)が起こった。カナリア諸島のJ. A. Henriquez Santanaは見かけの等級が8.4になっているのに気づき、その後すぐにバルセロナのRamon Navesらにより見かけの等級が7.3になっているのが確認された。その後、10月24日から25日未明（日本時間）にかけて、ペルセウス座の付近にあったホームズ彗星は2日足らずの間に17等星から3等星台にまで（約40万倍）明るくなり、明るく黄色い星のように肉眼でも容易に見ることができるようになった。
彗星が突如としてガスや塵を放出した理由はよく知られていない。単純な説明としては彗星に小天体が衝突したことや彗星内にガスが蓄積し、最終的に破裂して放出されたことが考えられる。別の考察としては、彗星内部の温度上昇によって非晶質の氷が結晶質の氷に相転移し、溶け込んでいたガスが放出されたというものがある。しかしこの現象が起きても彗星からはゆるやかにガスが湧き出るのみに終わる可能性もあり、爆発的なアウトバーストの引き金となるかは明らかでない。また、彗星を厚く覆うダストと水の昇華により起こったとも考えられている。彗星の核が多孔質であるため彗星表面で水が昇華でき、ダストの覆いが崩壊したということである。更に、増光を示した原因についても太陽から受ける光によりエネルギーを蓄積したとも説明できる。
ホームズ彗星はアウトバーストにより増光しただけでなくコマの直径も大きくなった。2007年10月25日には視直径が5.1分角であったのが10月31日には12.1分角になった。この大きさは満月の5分の2程度の大きさに相当する。11月9日には実際の大きさが140万kmに達し、太陽の直径とほとんど同じになった。

## 近日点通過
ホームズ彗星は2021年2月19日に近日点を通過した。前回以前の近日点通過は以下の通りである。
- 1892年6月13日
- 1899年4月28日
- 1906年3月14日
- 1913年7月13日 (観測されず)
- 1920年11月20日 (観測されず)
- 1928年3月26日 (観測されず)
- 1935年7月16日 (観測されず)
- 1942年11月5日 (観測されず)
- 1950年2月26日 (観測されず)
- 1957年7月5日 (観測されず)
- 1964年11月15日
- 1972年1月30日
- 1979年2月22日
- 1986年3月14日
- 1993年4月10日
- 2000年5月11日
- 2007年5月4日
- 2014年3月27日
- 2021年2月19日

また、次は2028年1月31日に近日点を通過する。次回以降の近日点通過は以下の通りである。
- 2028年1月31日
- 2035年1月10日
- 2041年12月9日
- 2048年11月5日
- 2056年1月8日
- 2063年4月3日
- 2070年6月25日
- 2077年9月2日
- 2084年11月14日
- 2092年2月17日
- 2099年6月13日
- 2106年10月7日

## ギャラリー
- コマが大きくなったときのホームズ彗星。2007年11月2日に撮影された。
- 2007年10月25日にペルセウス座に現れ、彗星らしくなく恒星のように見えるホームズ彗星。
- ペルセウス座を基準にしたホームズ彗星の位置の変遷(2007年10月25日から2008年3月9日)。画像の左上から弧を描くように中央右、左下へと動いている。また、大きさも対応している。
- ホームズ彗星の10月24日から4か月間の大きさおよび空における位置の変遷を示した動画。
- ホームズ彗星の軌道。ホームズ彗星の軌道から伸びる縦線は黄道面へ垂直に引いた線で、ホームズ彗星の軌道は少し傾いていることが分かる。
- 2007年7月前半から11月前半にかけてのホームズ彗星の光度の変化。10月後半に著しく変化があるのが分かる。
- 2011年1月1日から2017年12月31日までのホームズ彗星の軌道のアニメーション。
      ホームズ彗星 ·       地球 ·       火星 ·       木星